# Vil·la romana de Miroiço
La vil·la romana de Miroiço, situada a la vall de la ribera de Manique, conté vestigis d'una vil·la romana amb murs a la superfície del terreny, que van permetre la seua datació en els períodes romà i medieval, amb alguns vestigis del Neolític. Es troba a prop del poble de Manique de Baixo, en la freguesia de Sâo Domingos de Rana, Cascais. Segons el Decret núm. 5/2002, de 19 de Febrer, aquestes ruïnes s'han declarat Immoble d'Interés Públic. És la villa romana més gran del municipi, amb incomptables materials trobats en una superfície de 2 hectàrees, corresponents a un ampli període, des del Paleolític a l'edat mitjana, que denoten la llarga ocupació de l'indret.

## Història
Els primers estudis en la zona on s'implanta aquesta vil·la daten de finals del segle xix, quan el geòleg Francisco de Paula Oliveira reporta l'existència de ruïnes en una plataforma situada sobre la vall de la ribera del Manique, concretament unes «ruïnes d'edificis, pedres tallades, fragments de teules i de rajoles dispersos pel sòl en gran quantitat», i escolta relats que allí havia viscut un «poble antic» el destí del qual no se sabia. El local no va ser objecte d'estudi posterior perquè es consideraren explicatius els materials trobats a la superfície, des de pedres treballades i destrals de pedra polida fins a fragments de ceràmica. En la dècada del 1970, Guilherme Cardoso comença la recerca del jaciment, i al 1984, una rella posa al descobert sepultures tardoromanes o de l'edat mitjana. Tenint això en compte, la Cambra Municipal de Cascais presenta a classificació el jaciment al 1989, i al 1992 és considerat «Immoble d'Interés Públic».
Les primeres excavacions se'n feren al 1999, per arqueòlegs de l'Associació Cultural de Cascais i en col·laboració amb joves estudiants dels ensenyaments secundari i universitari. Aquestes excavacions van permetre recollir una àmplia informació sobre l'ocupació del lloc des dels finals de l'edat del ferro fins a l'edat mitjana. Hi aparegueren materials ceràmics i altres objectes, juntament amb restes humanes que assenyalaven un lloc de sepultura. Van ser descobertes en total 33 sepultures, de les quals només una es va atribuir al període romà, i les altres eren paleocristianes. En aquestes, el mort era generalment gitat d'esquena, amb els braços al llarg del cos, les cames esteses i el rostre cap amunt, amb el cos orientat a l'est.
També s'hi trobà un forn terrissaire datat de l'època romana, de format circular, amb forats on es fixaven els pals de suport (semblant al procés emprat en l'elaboració de carbó vegetal), i no s'hi identificaren les estructures corresponents a la pars urbana i rustica de la villa.

## Troballes
La investigació va revelar un considerable conjunt de materials de superfície, com ara teules i vestigis de revestiments en opus signinum, a més de peses de teler, d'un vast nombre de fragments de terra sigilatta, àmfores i ceràmica d'ús quotidià, de destrals de pedra polida i diferents artefactes metàl·lics, que testimonien la continuïtat ocupacional humana del lloc des del Neolític fins a l'edat mitjana.
Resten d'aquesta vil·la alguns murs de pedra dempeus.